# Paul Ince
Paul Ince (Ilford (Londen), 21 oktober 1967) is voetbaltrainer en een voormalig profvoetballer van onder meer Manchester United FC en Liverpool FC. 

## Clubcarrière
Ince debuteerde in 1986 bij West Ham United FC en bleef daar ruim drie jaar voetballen. Hij vertrok daarna naar Manchester United, waar hij jaren een fundamentele kracht op het middenveld was. Na zes jaren vaste basisspeler te zijn bij Manchester, vertrok de international naar Internazionale. Na twee seizoenen in de Serie A keerde Ince terug naar Engeland bij Liverpool. Na twee jaar Liverpool en drie bij Middlesbrough FC vertrok hij in 2002 naar Wolverhampton Wanderers FC, waar hij in 2004 een punt achter zijn actieve voetballoopbaan zette. In totaal kwam Ince tot ruim 550 wedstrijden en 65 doelpunten.

### Clubs
- 1984-1989 West Ham United FC
- 1989-1995 Manchester United FC
- 1995-1997 Internazionale
- 1997-1999 Liverpool FC
- 1999-2002 Middlesbrough FC
- 2002-2004 Wolverhampton Wanderers FC

## Interlandcarrière
Ince maakte zijn debuut voor Engeland op 9 september 1992 in de vriendschappelijke interland tegen Spanje in Santander, die met 1-0 werd verloren. Hij kwam in totaal 53 keer uit voor de nationale ploeg en scoorde tweemaal, beide keren tegen San Marino.
| Interlanddoelpunten | Interlanddoelpunten | Interlanddoelpunten | Interlanddoelpunten | Interlanddoelpunten | Interlanddoelpunten | Interlanddoelpunten |
| #                   | Datum               | Locatie             | Tegenstander        | Goal(s)             | Uitslag             | Wedstrijd           |
| ------------------- | ------------------- | ------------------- | ------------------- | ------------------- | ------------------- | ------------------- |
| 1                   | 17/11/1993          | Bologna, Italië     | San Marino          | 21'                 | 1–7                 | WK-kwalificatie     |
| 2                   | 17/11/1993          | Bologna, Italië     | San Marino          | 73'                 | 1–7                 | WK-kwalificatie     |

## Trainerscarrière
In 2006 begon Ince zijn trainerscarrière bij Macclesfield Town FC. Na één seizoen vertrok hij naar Milton Keynes Dons FC. Ook daar bleef hij één seizoen. Vanaf het seizoen 2008-2009 was hij trainer van Premier Leagueclub Blackburn Rovers FC. Na enkele maanden werd hij vanwege tegenvallende prestaties (drie winstpartijen uit zeventien wedstrijden) begin december 2008 ontslagen. In 2009 werd hij opnieuw trainer bij Milton Keynes Dons. Na afloop van seizoen 2009-2010 werd zijn contract bij deze club niet verlengd. In oktober 2010 werd hij tot 3 april 2011 coach van Notts County. Daarna kwam hij als manager in dienst bij Blackpool, waar zijn zoon Tom Ince op dat moment speelde.

### Clubs
- 2006-2007 Macclesfield Town FC
- 2007-2008 Milton Keynes Dons FC
- 2008 Blackburn Rovers FC
- 2009-2010 Milton Keynes Dons FC
- 2010-2011 Notts County FC
- 2013-2014 (jan): Blackpool

## Erelijst
Manchester United
- FA Charity Shield

1990
- Europa Cup II

1991
- Premier League Player of the Month

1994 (oktober)
- FA Cup

1994